# Alliott Verdon Roe

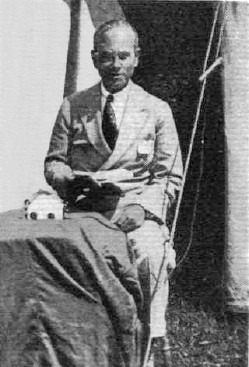
Sir Alliott Verdon Roe 1930

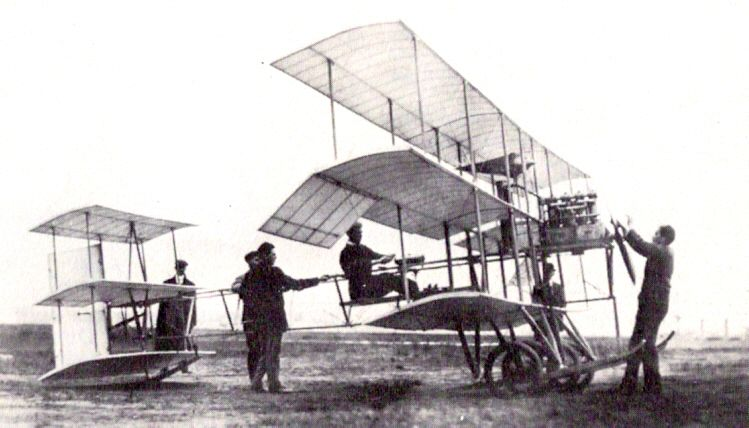
Roe im September 1910 während seiner USA-Reise im Cockpit seines Roe III Triplane.

Sir Edwin Alliott Verdon-Roe (* 26. April 1877 in Patricroft; † 4. Januar 1958 in London) war ein britischer Luftfahrtpionier und Gründer des Luftfahrtunternehmens Avro.

## Leben
Edwin Alliott Roe wurde als viertes Kind des Arztes Edwin Hodson Roe und dessen Frau Sofia, geborene Verdon, geboren.
Alliott, wie er genannt werden wollte, war nie ein guter Schüler; es wird ihm nachgesagt, dass der Sportunterricht ihm wichtiger war als die Lernfächer. Trotzdem interessierte sich Roe schon früh für technische Zusammenhänge, und bereits im Alter von 13 Jahren meldete er sein erstes Patent für eine Teppichbürste mit einem austauschbaren Bürstenkopf an.
Mit 14 Jahren verließ Roe die Schule. Er wollte etwas von der Welt sehen, und so reiste er mit einem Freund seines Vaters im März 1892 nach Kanada, um dort als Landvermesser angelernt zu werden.
Aufgrund einer wirtschaftlichen Krise war die Arbeit eines Landvermessers in Kanada zu dieser Zeit jedoch nicht gefragt, und so betätigte Roe sich als Baumpflanzer, später als Fischer, um seinen Lebensunterhalt zu verdienen. Da sich die wirtschaftliche Lage auch im folgenden Jahr nicht besserte, kehrte er nach England zurück.
Im Sommer des Jahres 1893 begann er eine Ausbildung in einer Lokomotivfabrik in Horwich/Lancashire, die er nach 5 Jahren erfolgreich beendete. Er bekam daraufhin ein Angebot zur Anstellung bei einer Torpedofabrik in Portsmouth, entschied sich jedoch für eine Marinelaufbahn und schrieb sich beim King’s College in London in den Studiengang Marineingenieurswesen ein. Er wurde jedoch bei der Kriegsmarine aufgrund zu schlechter Prüfungsergebnisse abgewiesen.
Seine Qualifikation war jedoch ausreichend für den Eintritt in die Handelsmarine, und so wurde er 5. Ingenieur auf einem Dampfschiff der British and South African Royal Mail Company. Seine Karriere bei der Handelsmarine endete – zwischenzeitlich unterbrochen durch eine schwere Malaria-Erkrankung – als 3. Ingenieur. Roe erzählte später, dass er auf einer seiner letzten Reisen im Jahre 1902 einen vorbeifliegenden Albatros beobachtet hätte, was ihn inspirierte, sich mit der Technik des Fliegens zu beschäftigen.
So war sein erstes Flugmodell auch einem Albatros nachempfunden. Es flog zwar nicht, jedoch ließ Roe sich davon nicht entmutigen und fertigte weitere Modelle unterschiedlichster Bauarten, vom Eindecker bis zum Modell mit mehreren Tragflügeln, darunter auch einige Canards, sogenannte „Entenflügler“. Einige seiner Modelle zeigten außerordentlich gute Gleiteigenschaften.
Nachdem er bei der Handelsmarine abgemustert hatte, bekam Roe eine Anstellung als Techniker bei dem Automobilhersteller Brotherhood Crockers, der späteren Firma Simplex.
Dort zeichnete er verantwortlich für die Entwicklung eines Automatikgetriebes, was seinem Arbeitgeber ersparte, ein solches System gegen hohe Patentgebühren bei der deutschen Firma Mercedes-Benz einzukaufen, die seinerzeit als einzige ein solches System entwickelt hatte.
Im Januar 1906 wurde in einer Zeitung für das Ingenieurswesen ein Brief Roes veröffentlicht, in der er über seine Erfolge mit einem rudergesteuerten Flugmodell berichtete und erklärte, dass er damit rechnete, dass, sofern entsprechende Anstrengungen gemacht würden, bereits im Sommer 1906 das erste motorgetriebene Flugzeug in England aufsteigen könnte, worauf in der Zeitung The Times gekontert wurde, dass solch ein Flug nicht nur gefährlich, sondern auch aus technischen Gründen zum Scheitern verurteilt sei.
Roe, der bereits im Jahre 1903 von den Erfolgen der Gebrüder Wright gehört hatte, setzte sich mit Wilbur Wright in Verbindung, der Roe daraufhin in einem Antwortschreiben ermutigte, seine Ziele weiter zu verfolgen. Und so stellte Roe im März 1906 auf der Motor and Aeronautical Show in London mehrere Papiergleiter, die auf der Wrightschen Konstruktion beruhten, sowie ein etwas größeres Modell, in dem ein Wright-ähnliches Flugzeug kombiniert mit Roes Entwicklung, einer Steuerung über Tragflächenverwindung und Ruder, vor.
Nach einer kurzen Beschäftigung als Sekretär im Aero Club im April 1906 reiste Roe in die USA, um dort für einen in Denver lebenden Schotten, der einen manntragenden dampfgetriebenen Helikopter bauen wollte, als Konstrukteur zu arbeiten. Doch bevor dieses Projekt beendet wurde, kehrte Roe nach England zurück. Der Helikopter wurde übrigens tatsächlich gebaut, stürzte aber während des ersten Starts ab und wurde zerstört.
Im November 1906 ließ sich Roe ein von ihm entwickeltes Steuerrad patentieren, mit dem eine Flugmaschine durch Drehen nach links bzw. rechts und durch Heben und Senken nach oben bzw. unten gesteuert werden konnte, der Vorläufer der Knüppelsteuerung, die bis heute in der Fliegerei Anwendung findet.
Roes Flugmodelle, inzwischen teilweise mit Gummimotorantrieb, wurden immer größer und leistungsfähiger und erreichten Flughöhen von über 30 Metern.
Inzwischen finanzierte Roe seine weiteren Entwicklungen durch den Gewinn von Preisen, die zur damaligen Zeit zumeist von großen Tageszeitungen für fliegerische Leistungen ausgesetzt wurden.
Im Januar 1907 erklärte Roe öffentlich, dass er damit beschäftigt sei, ein „richtiges“ Flugzeug zu bauen, und im Dezember des gleichen Jahres begann er mit den ersten Flugversuchen seines Dreideckers auf der Automobilrennstrecke in Brooklands.
Zusammen mit J.A. Prestwich, dem Konstrukteur der J.A.P.-Motoren, gründete Roe im September 1908 die JAP Avroplane Company, jedoch endete die Zusammenarbeit bereits kurz darauf wieder; Roe und Prestwich waren unterschiedlicher Auffassung über die Größe der zu bauenden Dreidecker.
Roes Vermögen war inzwischen fast verbraucht, und um seine Versuche weiterhin finanzieren zu können, lieh er sich Geld von seinem Vater und seinem jüngeren Bruder Humphrey, genannt H.V., mit dem er schon seit der Kindheit eng verbunden war. H.V. war inzwischen ein erfolgreicher Geschäftsmann; ihm gehörte die Firma Bulls-Eye, die Hosenträger herstellte.
Die beiden Brüder gründeten am 1. Januar 1910 die Firma A.V. Roe and Company, die sich danach zu einem der erfolgreichsten Flugzeugproduzenten in England entwickeln sollte.
A.V. Roe verkaufte seine Anteile an der Firma Avro im Jahre 1928.
Am 27. März 1929 erhielt er aufgrund seiner Verdienste für die britische Luftfahrt den Ritterschlag als Knight Bachelor und fügte danach offiziell den Geburtsnamen seiner Mutter in seinen Nachnamen ein.
Sir Alliott kaufte 1933 Anteile an der Flugzeugfirma Saunders, die sich danach Saunders-Roe Ltd. nannte, und war noch Präsident dieses Unternehmens, als er am 4. Januar 1958 verstarb. Seit 1960 trägt die Insel Roe Island in der Antarktis seinen Namen.